# Rutvik
Rutvik is een stadje (tätort) binnen de Zweedse gemeente Luleå. Het achtervoegsel vik wijst erop dat het in het verre verleden aan de kust lag, tekenen daarvan zijn in het landschap terug te vinden in een moeras (voorheen de Värgfjord) ten zuidoosten van de plaats, die via-via aansluit op de Botnische Golf. Het riviertje Holmsundet stroomt nog vanuit Rutvik naar de Golf.
Samen met de omliggende plaatsen Antnäs, Alvik, Skäret, Mörön en Ersnäs wordt het ook wel Sörbyarna genoemd..
Bestuurscentrum: Luleå (Tätort)
Tätort: Alvik · Antnäs · Bälinge · Bensbyn · Bergnäset · Brändön · Ersnäs · Gammelstad · Jämtön · Kallax · Karlsvik · Klöverträsk · Måttsund · Persön · Råneå · Rutvik · Södra Sunderbyn
Småort: Ale · Ängesbyn · Avan · Björknäs en Harrviken · Björsbyn · Böle · Börjelslandet · Brännan · Bränslan · Fällträsk · Gäddvik · Hagaviken · Midbyn · Mörön · Niemisel · Norra Gäddvik · Örarna · Reveln · Smedsbyn · Södra Prästholm · Sundom · Vitå
Overig: Alhamn · Skäret · Niemiholm